# Tom C. Clark
Tom Campbell Clark (Dallas, 23 de setembro de 1899 – Nova Iorque, 13 de junho de 1977) foi Procurador-geral dos Estados Unidos de 1945 a 1949 e um Juiz Associado da Suprema Corte dos Estados Unidos de 1949 a 1967.

## Primeiros anos e carreira
Clark nasceu em Dallas no Texas,  em 23 de setembro de 1899, filho de Virginia Maxey, e William Henry Clark. um formando no Dallas High School, ele serviu na Guarda Nacional do Texas na infantaria em 1918; depois disso ele estudou direito, recebendo seu diploma na Escola jurídica da Universidade do Texas em 1922. Ele era um membro da fraternidade Delta Tau Delta, e mais tarde serviu como o presidente internacional da fraternidade. Ele iniciou sua carreira jurídica em Dallas de 1922 a 1937, mas deixou a advocacia privada por um período para servir como Advogado distrital da cidade de 1927 to 1932.
Clark, um democrata, se juntou ao Departamento de Justiça em 1937 como um assistente especial do procurador geral, trabalhando na seção de contenção ao risco de guerra. Ele mais tarde foi promovido a seção antitruste, em 1940 ele foi enviado para gerenciar o departamento antitruste da costa oeste. Quando os japoneses atacaram Pearl Habor no ano seguinte, Clark foi nomeado pelo procurador-geral, Francis Biddle como o coordenador civil do Programa de Controle de Inimigos Estrangeiros. Ele trabalhou junto com o General John DeWitt, o líder das forças militares da costa oeste, assim como o seu futuro colega na Suprema Corte, Earl Warren, que era procurador geral da Califórnia, e outros oficiais federais e estaduais que lideravam a interrogação dos Nipo-americanos. As ações iniciais envolveram políticas de exclusão dos nipo-americanos de áreas designadas pelos militares como proibidas, seguido da evacuação das "áreas críticas,” e a realocação a força para campos de prisão.
Clark não estava diretamente envolvido na realocação de Nipo-americanos para campos de prisão, sendo realocado para Washington em maio de 1942, mesmo tendo reconhecido que o programa de realocação era um erro. Em 1943, Clark foi promovido a Procurador-geral assistente para antitruste, e acabou se tornando o líder da Divisão criminal do Departamento de Justiça. Clark também foi nomeado para liderar uma nova unidade para fraudes de guerra, criada para investigar e punir a corrupção nos contratantes do governo. Durante esse período, ele trabalhou perto de Harry Truman, cujo comitê estava investigando crimes de guerra.

## Procurador-geral dos Estados Unidos

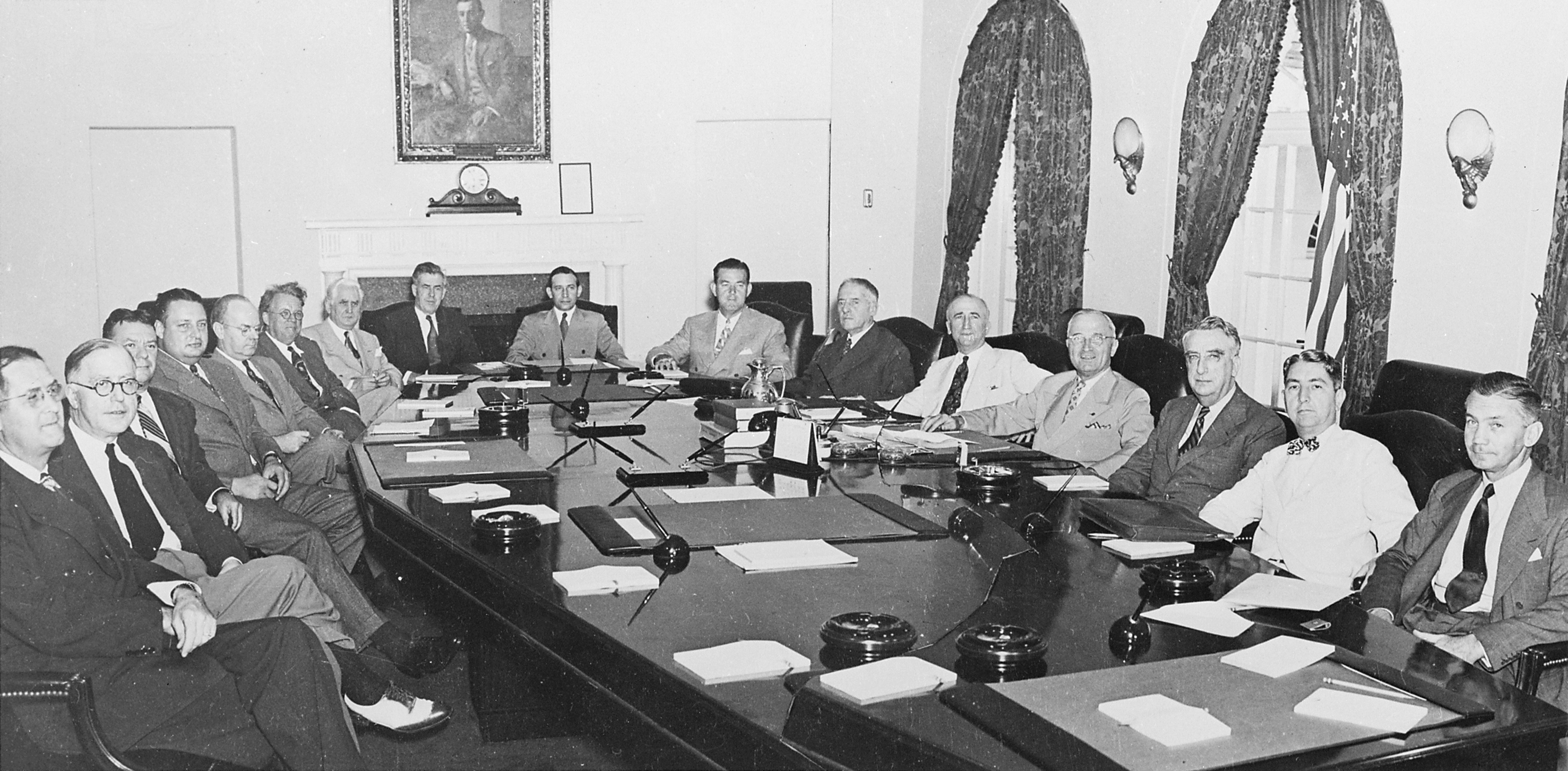
Tom C. Clark (o segundo ao lado do presidente a direita) no gabinete de Truman em 1945

Uma das primeiras mudanças do presidente Truman no gabinete que herdou de Franklin Roosevelt foi a nomeação de Tom Clark como procurador-geral em 1945, uma troca feita em parte devido a relação pessoal e profissional dos dois homens. A cobertura da mídia a nomeação de Clark foi geralmente favorável, e refletiu nas habilidades políticas e jurídicas de Clark. Um pequeno artigo da revista Life declara, “Ele é um bom juiz e um bom advogado, mas o maior de tudo, ele é um bom político”.
Como procurador-geral, Clark inicialmente continuou a focar no bom trabalho do departamento em investigar crimes de guerra to focus a good, assim como resolvendo as violações antitruste. Clark e a Casa Branca também desafiaram John Lewis, o líder da União dos Mineiros Unidos, que estava planejando uma greve nacional. Focando-se nas ordens de Truman para proibir greves contra as instalações governamentais, a batalha legal de Clark com Lewis culminou em um caso da Suprema Corte, no qual ele argumentou com sucesso, e a corte deu citações contra o líder da união.
Logo no início de sua administração como procurador-geral, Clark iniciou uma campanha contra a delinquência juvenil, enfatizando a importância de reabilitação e educação e de implementação de mudanças nas cortes federais, incluindo a liberdade condicional nos primeiros crimes para os jovens. Ele fez uma conferência nacional na Casa Branca sobre o tópico e criou a Comissão Nacional para a Delinquência Juvenil, selecionando uma jovem inexperiente, mas bastante conectada com o assunto, Eunice Kennedy para administrá-la.
Clark teve um papel importante apoiando os esforços pioneiros de Truman nos direitos civis, ajudando a colocar o poder do governo federal nos esforços dos direitos civis. Em resposta a raiva e desgosto de Truman com os ataques violentos da Ku Klux Klan aos soldados negros que retornaram da guerra, Clark começou a dar as respostas do governo federal, aumentando as investigações e, em alguns casos, uma apresentação sem precedentes de acusações federais. Clark também iniciou uma estratégia legal agressiva e inovadora da apresentação de amicus (amigo do tribunal) peças processuais em casos federais de direitos civis, que sinalizou um papel novo e mais engajado para o governo federal. O mas importante dos esforços que fez foi o caso Shelley v. Kraemer (1948), ajudando a convencer a corte a atacar os pactos radicais nos contratos imobiliários restringindo a venda de propriedades aos negros. Clark também ajudou na criação da comissão federal dos direitos civis. A comissão lançou uma declaração influenciável, "Para assegurar esses direitos" que provinha 35 recomendações, incluindo o fim da segregação, eliminação nas taxas de votação, criação de uma lei para proteger os direitos do voto, e a criação de uma divisão dos direitos civis no departamento de justiça. A declaração teve uma importante influência nos direitos civis provendo, como Clark mais tarde declarou, “um modelo de quase tudo que tem sido feito na área dos direitos civis desde aquela época.” 
Durante os seus anos como procurador-geral, que coincidiram com os primeiros anos da Guerra Fria, Clark foi responsável por desenvolver e implementar muitas das políticas anti-comunistas agressivas de Truman, incluindo a Ordem Executiva 9835 que garantia a lealdade dos funcionários federais, e a lista do procurador-geral das organizações subversivas. Essas e outras das políticas de Clark foram criticadas pelos pregadores das liberdades civis, eles pensaram que pelo menos alguns dos esforços de Clark foram iniciados para acabar com as críticas da administração Truman no congresso, particularmente do Comitê de Atividades Antiamericanas (HUAC). Casos anti-comunistas importantes ocorreram durante o seu mandato incluindo o Smith Act, Coplon, e o caso Hiss-Chambers.
Os esforços anti-comunistas de Clark enfatizaram a promoção dos valores da democracia e do patriotismo americano. Uma maneira que ele achou para conseguir isso foi a criação do Trem da Liberdade, um trem especialmente construído e financiado pela iniciativa privada designado como um museu guardando mais de 100 documentos originais da história americana, incluindo a Carta de Direitos, a Proclamação de Emancipação, e o Pacto do Mayflower. O trem visitou mais de 300 cidades pelo país na sua missão patriótica e educacional, e durante o ano que percorreu a viagem foi vista por milhões de pessoas.

## Associado de Justiça

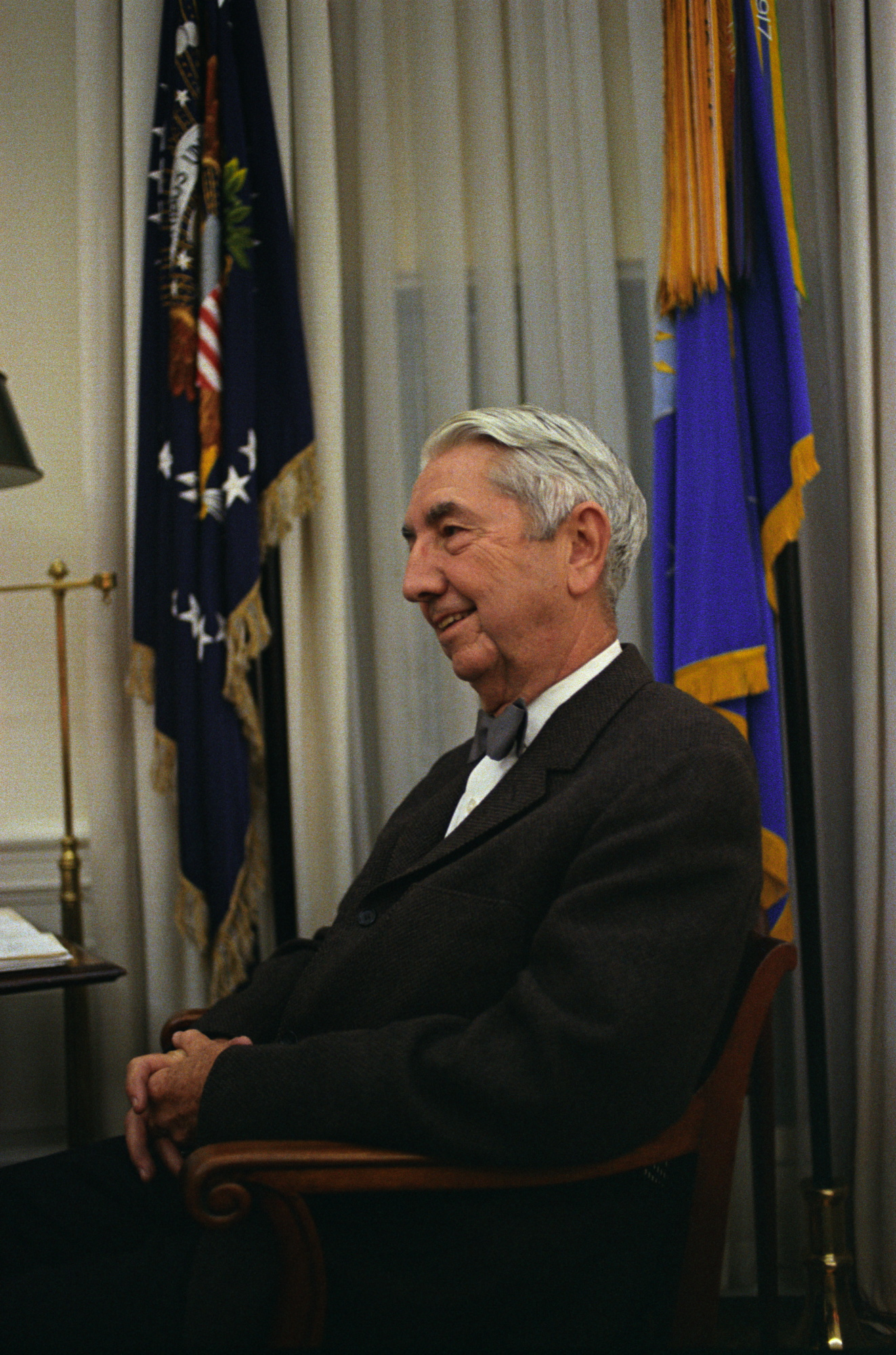
Clark no Salão Oval após a sua aposentadoria em 1967.

Após ter uma participação ativa nos esforços para reeleger Truman em 1948, Clark deixou claro para o governo que ele estava planejando retornar para o Texas e praticar a lei. Entretanto, após a morte do Associado de justiça Frank Murphy, Truman indicou Clark para ocupar a vaga, em parte para reforçar a maioria do Chefe de Justiça Fred Vinson, um ex-colega de gabinete e amigo de Clark, que, desde a sua nomeação 1946 por Truman, não tinha conseguido unificar a Corte. Numerosos ataques dentro do espectro político foram feitos com a nomeação, incluindo acusações de Fisiologismo, falta de experiência, e pretextos baseados em parte por seu trabalho no centro da agenda anti-comunista de Truman, especialmente, pela sua lista de organizações subversivas. Ex-membros do gabinete Roosevelt Henry Wallace e Harold Ickes também rejeitaram a indicação, tanto por razões pessoais quanto ideológicas.
Ickes declarou sobre a nomeação, "O Presidente Truman não 'elevou' Tom C. Clark para a suprema corte, ele degradou a Suprema Corte." O New York Times chamou Clark de "amigo pessoal e político (de Truman) com nenhuma experiência judicial e poucas qualificações demonstradas."
Clark recusou o testemunho na Comissão Judiciária que avaliava a sua nomeação, declarando que “não acho que uma pessoa que tinha sido nomeado para a Suprema Corte deva testemunhar, (já que) ele arriscou a sua eficácia futura sobre a Corte, (e) que ele invariavelmente testemunhou algo que iria atormentá-lo.” Ele não só foi confirmado pelo senado, como teve apenas oito votos contra a sua indicação.
Nos quatro anos que serviu com Vinson na corte, Clark votou o mesmo que ele mais de 85% das vezes, e ajudou ele a obter uma maioria absoluta, entretanto, a Corte permaneceu fragmentada. Em 1953, Vinson morreu de ataque cardíaco, e pelo resto de seu mandato na corte, Clark serviu contra o chefe de justiça Earl Warren, produzindo uma mistura de opiniões que dificilmente o caracterizavam como conservador ou liberal.
Na área dos direitos civis, Clark apoiou decisões que apoiavam o controle do governo das leis destinadas a promover a igualdade racial. Para este fim foi o autor ou desempenhou um papel de apoio fundamental em uma série de decisões marcantes da Corte nesta área. Várias emendas aprovadas durante o mandato de Vinson, mais notavelmente caso Sweatt v. Painter e McLaurin v. Oklahoma State Regents (1950), que consideraram que os alunos de pós-graduação negros devam ser permitidos em universidades e escolas jurídicas "brancas" estaduais, porque as escolas separadas para os negros não poderiam fornecer uma educação de igual qualidade, ajudou a lançar as bases para outras emendas incluindo Brown v. Board of Education (1954). Clark teve um papel fundamental por trás das cenas em Heman Marion Sweatt e McLaurin que moldou a discussão e forneceu uma solução viável sobre esta questão, ajudando a "mover a Suprema corte da ideia de que a igualdade é apenas uma construção matemática mensurável ... ao que se tornaria intangível." O papel de Clark como um dos associados sulistas deu a ele impacto adicional nesses casos, assim como no caso Hernandez v. Texas (1954), em que a corte concordou que excluir pessoas de ancestralidade mexicana dos juris violava a constituição, e outras decisões. Ele também criou várias decisões importantes nos anos 1960, que foram o auge dos direitos civis, incluindo Anderson v. Martin (1964), que declarou inconstitucional uma lei da Louisiana que exigia as raças daqueles que concorriam para um cargo fossem impressos em uma cédula, Burton v. Wilmington Parking Authority, que confirmou o conceito de ação do Estado para descobrir que um restaurante privado violava a Cláusula de proteção igual da 14° Emenda, e Heart of Atlanta Motel v. Estados Unidos e Katzenbach v. McClung, que confirmaram a disposição acomodações públicas da Lei de Direitos Civis de 1964.
Clark também enfrentou muitos casos abordando a constitucionalidade das leis da época da Guerra Fria e as questões de liberdade de associação envolvendo juramentos de fidelidade e outros requisitos em que os indivíduos tinham que afirmar que eles não eram membros de grupos ou partidos particulares. Nesta área, Clark geralmente tomou uma posição tradicionalmente conservadora de apoio a tais exigências, de acordo com o seu trabalho como procurador-geral. Durante seus primeiros anos no Tribunal, Clark se absteve de votar a partir em alguns destes casos, porque eles tinham sido desafios para as políticas e leis que Clark tinha ajudado a iniciar ou implementar. Nesses casos em que participou, ele tinha uma opinião atenciosa a do governo, e ajudou a afirmar com maioria a constitucionalidade de muitas das leis. Garner v. Board of Public Works (1951) foi uma decisão aprovada com 5 votos a 4 que confirmou o direito de uma cidade para exigir de seus funcionários o arquivamento de depoimentos que eles não eram, nem nunca tinha sido, membros do Partido Comunista e para tomar juramentos de lealdade para esse efeito. “comportamento passado pode muito bem ser relacionado a apresentação de aptidão. A lealdade passada pode ter uma influência razoável para apresentar a confiança que poderá ser dada no futuro,” ele escreveu. Mas Clark também  demonstrou a boa vontade de atacar essas leis quando elas se mostrassem excessivas ou arbitrárias na sua aplicação, especificamente quando envolviam a questão de saber se uma pessoa tinha conhecimento da organização com que foi supostamente filiada. Além disso, no caso Wieman v. Updegraff (1952), Clark derrubou um decreto do estatuto de Oklahoma que obrigava todos os funcionários do estado a fazer um juramento de que eles nunca tinha sido membros de qualquer organização que aparecido na lista do procurador-geral de organizações subversivas nos últimos cinco anos. Ele escreveu: “Os membros podem ser considerados inocentes”.
Na década seguinte, a composição inconstante da corte e a mudança de opinião da população, fizeram com a corte considerasse alguns dos estatutos da Guerra Fria inconstitucionais. Em muitas votações, Clark era o único dissidente. Entre os mais memoráveis estão a sua única opinião contrária no caso Jencks v. Estados Unidos, em que ele declarou a ação da corte como "um grande erro" e declarou que a permissão de um indivíduo acusado de jurar falsamente que não era um membro do Partido Comunista para ver os relatórios feitos por testemunhas do FBI contra ele, "lhe proporcionou um feriado romano para vasculhar informações confidenciais, bem como segredos nacionais vitais." a dissidência de Clark provocou uma lei do Congresso que substituía limites de decisão e de colocação da Corte sobre os tipos de documentos que os réus criminais poderiam solicitar. Mesmo quando ele demonstrava visões mais progressivas em outras áreas da lei, Clark continuou a exibir a sua crença no poder do governo para prevenir que pessoas que trabalharam em certas associações conseguissem certos empregos. Além disso, no fim de 1967, ele votou contra no caso Keyishian v. Board of Regents, no qual a corte considerou inconstitucional uma lei que evitava que uma universidade estadual contratasse "subversivos".
O passado de Clark como procurador-geral também influenciou na sua visão na área do processo penal e em casos envolvendo os direitos dos réus criminais, muitas vezes levando-o a apoiar os esforços do Ministério Público, particularmente durante seus primeiros anos na corte. Em Crooker v. Estado da Califórnia (1958), por exemplo, ele escreveu o parecer de 5-4 da Corte que defendia a condenação por homicídio de um homem que foi repetidamente recusado por assessores jurídicos e não tinha sido informado do seu direito de permanecer em silêncio durante catorze horas entre sua prisão e confissão, porque, na visão de Clark, as táticas policiais eram razoáveis e a confissão voluntária. Seis anos mais tarde, no entanto, ele se juntou aos seus colegas mais liberais na decisão histórica Gideon v. Wainwright (1963), que confirma o direito a um julgamento justo e devido ao processo sob a Sexta Emenda e garantindo que um réu deve ter um advogado designado para se ele não puder pagar um. Clark discordou em Miranda v. Arizona, a decisão histórica em que a Corte considerou que a Constituição garante o "direito de permanecer em silêncio", mas mais tarde esclareceu que ele não concorda com a ideia subjacente de limites sobre o interrogatório de prisão. Clark também é autor decisão histórica da Corte no caso Mapp v. Ohio, que ampliou a proibição da Quarta Emenda sobre o uso da acusação de provas indevidamente apreendidas, conhecida como a regra de exclusão, para incluir processos estaduais. fundo a aplicação da lei de Clark, na verdade, levou-o a apoiar esta abordagem, porque ele acreditava que ter um advogado de estado e um promotor federal que operem sob o mesmo sistema garantiria que a polícia seria mais disciplinada e que iria realmente diminuir o risco de as provas fossem recusadas.
Clark também escreveu a decisão da Corte em um grande caso religioso que envolviam a Cláusula de Estabelecimento da Primeira Emenda e reforçava a separação entre igreja e estado. A opinião de Clark no caso Abington School District v. Schempp (1963), que dizia que exercícios para ler a Bíblia e orações nas escolas públicas violava a constituição, deu a mais básica interpretação no texto da constituição, “A Constituição diz que o governo ficar de fora em assuntos religiosos ... não quer dizer não ", escreveu ele.
O trabalho de Clark como Associado de Justiça geralmente é visto favoravelmente pelos historiadores. Como um estudioso escreveu, ele era “dedicado ao trabalho de julgar, não a ideologia”. Um estudioso da suprema corte chamou Clark de “o Associado de justiça mais subestimado da história recente da Suprema Corte.” Durante a sua carreira, Clark fez uma restrição judicial subjacente equilibrada com uma mais expansiva, mesmo com princípios de leitura da constituição ele demonstrou a capacidade para mudança e crescimento. O Associado de Justiça, William O. Douglas, com quem Clark serviu por todo o seu tempo na corte, comentou que Clark tinha "a capacidade indispensável de desenvolver que com o passar do tempo fez ele crescer em estatura e expandir suas dimensões". Em última análise, Clark passou a entender mais plenamente, como ele escreveu em 1970, que a Constituição "é um instrumento vivo que também deve ser interpretada de forma a satisfazer as necessidades práticas do presente.”
No livro Plain Speaking do escritor Merle Miller, baseado em entrevistas com o presidente Truman, Miller atribui a Truman a declaração de que a indicação de Clark para a corte foi o seu maior erro como presidente, ”Ele não era muito bom como procurador geral, e na Suprema Corte. . . não me parece possível, mas ele tem sido ainda pior.” Alegadamente perguntado por Miller, Miller pediu para que Truman continuasse a declaração: “A principal coisa é. . . Bem, não é tanto que ele é um homem mau. É que ele é meio mudo. Ele é o homem mais idiota com quem eu já conversei.” historiadores de Truman têm desafiado a precisão e até mesmo a existência das citações no livro, incluindo aquela sobre Clark. Um historiador que escutou as fitas da entrevista original declarou que Miller “mudou as palavras de Truman de inúmeras maneiras, às vezes cuidadosamente adicionando suas próprias opiniões ... O pior de tudo, Miller fez-se muitas datas em seu livro, inventando capítulos inteiros.” Também houve supostos comentários também contrários ao relacionamento pessoal que Truman e Clark mantiveram pelo resto de suas vidas. A existência de uma fita da entrevista em que Truman e Miller discutiram sobre Clark foi comprovada.

## Últimos anos e morte
Clark efetivamente se aposentou da Suprema Corte em 12 de junho de 1967. Ele fez isso para evitar um conflito quando o seu filho, Ramsey Clark, foi nomeado procurador-geral. Ele foi sucedido na corte por Thurgood Marshall. Foi dito que Lyndon Johnson nomeou Ramsey Clark como procurador-geral precisamente para forçar o seu pai a abrir a vaga para que Johnson pudesse nomear Marshall como o primeiro juiz afro-americano da Suprema Corte. Após a aposentadoria, ele serviu como juiz visitante em muitas cortes de apelação dos Estados Unidos, como diretor do Federal Judicial Center, e como membro do Conselho de Administração da Judicatura da Sociedade Americana. Clark faleceu em Nova Iorque em 13 de junho de 1977 e foi sepultado no Parque Memorial Restland em Dallas, Texas.